# Faculdade de Medicina do ABC
A Faculdade de Medicina do ABC, também conhecida como FMABC, é uma instituição de ensino superior privada sem fins lucrativos, localizada no município de Santo André, no estado de São Paulo.

## História
A Faculdade de Medicina do ABC com sede e foro na Cidade de Santo André, Estado de São Paulo, foi autorizada a funcionar pelo Decreto Federal N.64.062, de 05 de fevereiro de 1969 e reconhecida pelo Decreto Federal N.76.850, de 17 de dezembro de 1975, publicado no Diário Oficial da União em 18 de dezembro de 1975.
A Faculdade de Medicina do ABC foi transferida do sistema federal de ensino para o sistema estadual pelos Pareceres CFE n. 62/83 e CEE n. 1713/83, este último aprovado em 16 de novembro de 1983 e publicado no Diário Oficial do Estado de São Paulo em 22/11/1983.
É mantida pela Fundação do ABC, à qual compete a administração funcional, econômica e financeira, tendo sido criada pelas leis ns.2.695 de 24 de maio de 1967 e 2.741 de 10 de julho de 1967 da Prefeitura de Santo André, n.1.546 de 06 de setembro de 1967 da Prefeitura de São Bernardo do Campo e n.1.584 de 04 de julho de 1967 da Prefeitura de São Caetano do Sul, com Registro Público na Comarca de Santo André, sob n.825, de 06 de outubro de 1967, no livro A-2, de Pessoas Jurídicas, à folha 192.
A partir de sua criação, a Faculdade de Medicina do ABC vem se adequando no sentido da formação de um corpo docente qualificado, como também investindo em infra-estrutura e recursos técnicos e laboratoriais para o exercício da docência e para a produção de pesquisas. Em 1999, foi ampliada a oferta de cursos superiores na área de saúde, sendo incorporado o curso de Enfermagem. No ano 2000, iniciou-se o curso de Farmácia e Bioquímica. Hoje, a FMABC oferece  os Cursos de Graduação em Biomedicina, Enfermagem, Farmácia, Fisioterapia, Medicina, Nutrição, Psicologia, Tecnologia em Gestão Hospitalar, Tecnologia em Radiologia e Terapia Ocupacional.
Os novos preceitos constitucionais que estabelecem a universalização e o direito de acesso à atenção integral à saúde têm colocado a Instituição como parceira privilegiada para suprir as lacunas em termos de assistência e assessoria técnica na organização dos modelos de saúde.
Nesse sentido, estabelece um projeto de integração com os recursos públicos de saúde da região, o que propicia um amplo campo de atuação e estágio para seus alunos: Centro Hospitalar de Santo André, Hospital Estadual Mário Covas e Centro de Saúde Escola, em Santo André, Hospital de Ensino Padre Anchieta, Hospital Municipal Universitário de São Bernardo do Campo, Centro de Atenção Integral à Saúde da Mulher, em São Bernardo do Campo, Hospital Marcia Braido e Maria Braido, em São Caetano do Sul, e o Ambulatório de Especialidades da Faculdade de Medicina do ABC, no próprio “campus”.
Esta integração tem formalizado a vocação regional da Faculdade e o seu potencial em colaborar com o desenvolvimento de programas e projetos no campo da saúde e assistência médica da Região do Grande ABC.

## Objetivos
A Faculdade de Medicina do ABC, que ora abriga os cursos de Biomedicina, Enfermagem, Farmácia, Fisioterapia, Medicina, Nutrição, Psicologia, Tecnologia em Gestão Hospitalar, Tecnologia em Radiologia e Terapia Ocupacional, tem como missão promover o ensino, a pesquisa e a extensão segundo  o critério de excelência acadêmica. Para cumprir sua missão, a Faculdade assume os seguintes objetivos:
- Promover a pesquisa e estimular trabalhos que enriqueçam o acervo de conhecimentos e técnicas nos setores por ela abrangidos;
- Estender serviços à comunidade, sob as mais diferentes formas e em colaboração com instituições de caráter público e privado;
- Manter intercâmbio com instituições congêneres do País e do Exterior, visando à atualização e o aperfeiçoamento da metodologia do ensino, da pesquisa e do conhecimento especializado;
- Oferecer programas de pós-graduação lato sensu, incluindo-se a Residência Médica, conforme demanda por recursos humanos especializados na região;
- Propiciar a formação de mestres e doutores em Ciências da Saúde;

## Instalações
A Faculdade de Medicina do ABC desenvolve suas atividades em vários Prédios no Campus, com a seguinte infra-estrutura:
- 17 Laboratórios;
- 08 Anfiteatros;
- 20 Salas de Aulas, equipadas com Audio-Visual;
- Instituto de Morfologia; Técnica-Cirúrgica e Cirurgia Experimental (Biotério);
- Ambulatório de Especialidades;
- Centro de Pesquisas Multicientíficas;
- CADIP (Centro de Aprendizagem, Documentação, Informação e Pesquisa “João Metanios Hallack”;
- Programa de Extensão à Comunidade;
- Conta, ainda com Rede própria  de Hospitais de Ensino, onde são realizados os estágios supervisionados por Profissionais qualificados.

## Hospitais de Ensino, Convênios e Postos de Atendimento
- Ambulatório de Especialidades da Faculdade de Medicina do ABC - Santo André
- Hospital Estadual Mário Covas - Santo André
- Hospital de Ensino Anchieta - São Bernardo do Campo
- Hospital Municipal Universitário (HMU) São Bernardo do Campo
- Hospital Municipal Irmã Dulce - Praia Grande
- Hospital Bertioga
- Hospital e Maternidade Márcia Braido
- Hospital Maria Braido
- Hospital Municipal de Emergências Albert Sabine
- Hospital Municipal Dr. Radamés Nardini - Mauá
- Central de Convênios - Santo André
- Centro de Saúde-Escola Parque Capuava (Pró-Saúde)
- CHM-Centro Hospitalar Municipal de Santo André
- PA (Pronto-Atendimento) Vila Luzita
- PS (Pronto-Socorro) Central SBC
- Ambulatório de Fisioterapia de São Bernardo do Campo
- CAPS - São Bernardo do Campo
- PS Alvarenga (UBS Dona Vicentina Goulart)
- UBS Santa Terezinha (Ruth Pinto de Camargo) - Pró-Saúde
- CAISM (Centro de Atenção à Saúde da Mulher) São Bernardo do Campo
- CAISM - São Caetano do Sul
- CAPS - São Bernardo
- UBS Cerâmica (Moacir Gallina/ São Caetano do Sul) - Pró-Saúde